# Патриксуэлл
Патриксуэлл (англ. Patrickswell; ирл. Tobar Phádraig, Тобар-Фадрать) — деревня в Ирландии, находится в графстве Лимерик (провинция Манстер).
Местная железнодорожная станция была открыта 12 июля 1856 года, закрыта для пассажиров 4 февраля 1963 года и окончательно закрыта 2 декабря 1974 года.

## Демография
Население — 924 человека (по переписи 2006 года). В 2002 году население составляло 998 человек.
Данные переписи 2006 года:
| Общие демографические показатели |               |                               |                               |      |      |
| Всё население                    | Всё население | Изменения населения 2002—2006 | Изменения населения 2002—2006 | 2006 | 2006 |
| 2002                             | 2006          | чел.                          | %                             | муж. | жен. |
| 998                              | 924           | −74                           | −7,4                          | 500  | 424  |